# Campionati mondiali di tiro al bersaglio mobile 1983
I campionati mondiali di tiro 1983 furono l'ottava edizione dei campionati mondiali di questo sport e si disputarono a Edmonton.

## Risultati

### Uomini

#### Bersaglio mobile
| Evento              | Oro                                                              | Oro       | Argento                                                          | Argento   | Bronzo                                                     | Bronzo    |
| Evento              | Atleta                                                           | Risultato | Atleta                                                           | Risultato | Atleta                                                     | Risultato |
| 50m                 | Igor' Sokolov                                                    | 591       | Tibor Bodnár                                                     | 587       | András Doleschall                                          | 585       |
| 50m a squadre       | Unione Sovietica Igor' Sokolov Andrei Dundev Juri Kadenatsi      | 1759      | Ungheria Tibor Bodnár András Doleschall Kalman Kovacs            | 1746      | Germania Ovest Thomas Lederer Ludwig Montsko Uwe Schroeder | 1734      |
| Misto 50m           | Sergéi Savostianov                                               | 396       | Nikolái Dedov                                                    | 395       | Jerzy Greszkiewicz                                         | 391       |
| Misto 50m a squadre | Unione Sovietica Nikolái Dedov Sergéi Savostianov Juri Kadenatsi | 1179      | Polonia Zygmunt Bogdziewicz Jerzy Greszkiewicz Eugeniusz Janczak | 1149      | Cina He B. Wang Yu Jiping                                  | 1147      |
| 10m                 | Jean-Luc Tricoire                                                | 386       | Igor' Sokolov                                                    | 385       | Randy Steward                                              | 370       |
| 10m a squadre       | Unione Sovietica Igor' Sokolov Sergei Savostianov Juri Kadenatsi | 1121      | Francia B. Gasquet Guiot Jean-Luc Tricoire                       | 1104      | Stati Uniti Todd Bensley Michael English Randy Steward     | 1094      |

## Medagliere
Nazione ospitante
| Posiz. | Nazione          | Oro | Argento | Bronzo | Totale |
| ------ | ---------------- | --- | ------- | ------ | ------ |
| 1      | Unione Sovietica | 5   | 2       | 0      | 7      |
| 2      | Francia          | 1   | 1       | 0      | 2      |
| 3      | Ungheria         | 0   | 2       | 1      | 3      |
| 4      | Polonia          | 0   | 1       | 1      | 2      |
| 5      | Stati Uniti      | 0   | 0       | 2      | 2      |
| 6      | Germania Ovest   | 0   | 0       | 1      | 1      |
| 6      | Cina             | 0   | 0       | 1      | 1      |